# 1939 no desporto

## Eventos
- 8 de janeiro - Estreia do Sport Lisboa e Benfica no Campeonato Nacional de Futebol da 1ª Divisão: Benfica, 4 - Académica de Coimbra, 0
- 25 de junho - A Académica de Coimbra vence a 1ª edição da Taça de Portugal em futebol, ao vencer o Benfica por 4-3 no Campo das Salésias em Lisboa.

## Nascimentos
| Data            | Nome                    | Profissão                      | Nacionalidade                     | Observações | Ref    |
| --------------- | ----------------------- | ------------------------------ | --------------------------------- | ----------- | ------ |
| 1 de janeiro    | Phil Read               | motociclista                   | Reino Unido                       | m. 2022     | [ 1 ]  |
| 5 de janeiro    | Cláudio Coutinho        | técnico de futebol             | Brasil                            | m. 1981     | [ 2 ]  |
| 6 de janeiro    | Valeriy Lobanovskiy     | jogador e treinador de futebol | Ucrânia (atual) · União Soviética | m. 2002     | [ 3 ]  |
| 7 de janeiro    | Romualdo Arppi Filho    | árbitro de futebol             | Brasil                            | m. 2023     | [ 4 ]  |
| 9 de fevereiro  | Cilinho                 | ex-técnico e futebolista       | Brasil                            | m. 2019     | [ 5 ]  |
| 27 de fevereiro | Peter Revson            | piloto de Fórmula 1            | Estados Unidos                    | m. 1974     | [ 6 ]  |
| 9 de março      | Fernando Adrião         | hoquista                       | Portugal                          | m. 2006     | [ 7 ]  |
| 16 de março     | Carlos Bilardo          | jogador e treinador de futebol | Argentina                         |             |        |
| 17 de março     | Giovanni Trapattoni     | jogador e treinador de futebol | Itália                            |             |        |
| 19 de março     | Hilário Conceição       | futebolista                    | Portugal                          |             |        |
| 23 de março     | Terry Paine             | ex-futebolista                 | Inglaterra                        |             |        |
| 31 de março     | Karl-Heinz Schnellinger | futebolista                    | Alemanha                          | m. 2024     | [ 8 ]  |
| 25 de abril     | Tarcisio Burgnich       | futebolista                    | Itália                            | m. 2021     | [ 9 ]  |
| 20 de maio      | Hanna Eigel             | patinadora artística           | Áustria                           |             |        |
| 29 de maio      | Al Unser                | automobilista                  | Estados Unidos                    | m. 2021     | [ 10 ] |
| 11 de junho     | Jackie Stewart          | piloto de Fórmula 1            | Escócia                           |             |        |
| 21 de julho     | Alberto Festa           | futebolista                    | Portugal                          | m. 2024     | [ 11 ] |
| 25 de julho     | Nancy Ludington         | patinadora artística           | Estados Unidos                    |             |        |
| 14 de agosto    | Carlos Alberto Silva    | ex-técnico de futebol          | Brasil                            | m. 2017     | [ 12 ] |
| 22 de agosto    | Bradley Lord            | patinador artístico            | Estados Unidos                    | m. 1961     | [ 13 ] |
| 5 de setembro   | Clay Regazzoni          | piloto de Fórmula 1            | Suíça                             | m. 2006     | [ 14 ] |
| 11 de setembro  | Alain Giletti           | patinador artístico            | França                            |             |        |
| 11 de outubro   | Maria Esther Bueno      | tenista                        | Brasil                            | m. 2018     | [ 15 ] |
| 22 de outubro   | George Cohen            | ex-futebolista                 | Inglaterra                        | m. 2022     | [ 16 ] |
| 28 de outubro   | Miroslav Cerar          | ginasta                        | Eslovênia (atual) · Iugoslávia    |             |        |
| 2 de novembro   | Enrico Albertosi        | futebolista                    | Itália                            |             |        |
| 7 de novembro   | Dudu                    | futebolista                    | Brasil                            | m. 2024     | [ 17 ] |
| 24 de novembro  | Hanna Walter            | patinadora artística           | Áustria                           |             |        |
| 17 de dezembro  | Mengálvio               | futebolista                    | Brasil                            |             |        |

## Mortes
| Data        | Nome              | Profissão | Nacionalidade | Observações | Ref |
| ----------- | ----------------- | --------- | ------------- | ----------- | --- |
| 24 de abril | Louis Trousselier | ciclista  | França        | n. 1881     |     |